# タルボ・タゴーラ
タルボ・タゴーラ（Talbot Tagora)は、フランスの自動車メーカー・PSA・プジョーシトロエン (PSA)が1980年から1983年まで製造したフロントエンジン・リアドライブ（FR)の中型乗用車である。前身となったのはクライスラーの欧州部門が生産していたクライスラー・160/180/2リッターで、開発終盤段階の1979年に経営危機に陥ったクライスラーが欧州部門をPSAに売却したため、新ブランド(実際には以前に吸収合併した名門ブランドの復活)のタルボ(英国ではタルボット)のブランドネームで売り出された。同ブランドでは最初で最後の、白紙から新設計されたモデルであった。生産はパリ近郊のポワジーにあった旧シムカ工場で行われた。同じPSAグループのプジョー・505、シトロエン・CXと競合するモデルだった上、デビューが第二次石油危機と重なったこともあって販売は不振を極め、わずか3年後の1983年には生産中止となった。生産台数は19,389台に過ぎなかった。

## 概要
開発は1976年に開始され、コードネームC9と呼ばれた。アメリカ車的過ぎて不人気であったクライスラー・160/180/2リッターの後継車として、共にヨーロッパ・カー・オブ・ザ・イヤーを受賞して成功作となったシムカ・1307/1308とクライスラー・ホライズンの設計コンセプトの延長線上にある上級車種として企画された。機械部分の設計はフランス(旧シムカ)で、車体デザインはイギリス側(旧ルーツ・グループ)で行われた。当初考えられた名称は「シムカ・2000」であった。
当初のプロトタイプのボディスタイルはシトロエン・SMに似たフロント部分と長いホイールベースを持つ個性的なものであったと言われるが、クライスラー米国本社の反対で、最終的にはよりコンベンショナルな3ボックスの4ドアセダンとなった。それでも角張った車体、極端に大きなキャビン、低いベルトライン、大きなヘッドライトと縦線のフロントグリルなど、独特の個性があったが、上級車に必要不可欠な高級感や、万人受けする美しさは感じられなかった。またなぜかダッシュボードは大衆車のような質感の低い作りであった。
同クラスのライバルには従来の「クライスラー・2リッター」の直列4気筒よりも大排気量、もしくは多気筒のエンジンを持つ例が多かった。米国本社の経営難でエンジンの新設計を行う余裕のなかったクライスラー・ヨーロッパでは一時、三菱・デボネア用の「サターン6」6気筒エンジンまで検討したと言われるが、このエンジンはC7試作車のエンジンベイには大き過ぎた。この悩みはPSA傘下に入ったことで、PSAがルノー・ボルボと共同開発し、ライバルであるルノー・30・プジョー・604、後にはプジョー・505V6にも用いられたV型6気筒2664ccエンジン(PRVユニット)を搭載することが可能となって解決した。PSAとの合併によるもう一つの設計変更は、前後サスペンションがプジョー・505と共通化されたことで、このサスペンションは優れた設計ではあったが、505よりも車幅の広いタゴーラのトレッドを狭くし、操縦安定性とスタイリングに悪影響を及ぼした。
タゴーラは1980年のパリ・サロンで発表・発売された。価格はほぼライバルであるルノー・20やフォード・グラナダ並みで、グループ内ではプジョー・505の上級モデルと、構造が複雑でより高価なシトロエン・CXの下級モデルと匹敵する価格帯にあった。エンジンはシムカ設計の直列4気筒SOHC2155cc115馬力が「GL」と「GLS」に、プジョー設計の2304ccターボディーゼル80馬力が「DT」に、PRV共同開発のV型6気筒2664cc166馬力が「SX」
にそれぞれ与えられた。このPRV V6はトリプルバレルのウェーバー・キャブレターを2連で装備し、同じPRV V6を燃料噴射で搭載する他のモデルよりも高出力であった。SXにはミシュランTRXタイヤが装備され、当時の英国誌のテストでは0-60マイル加速7.9秒、最高時速122マイル(195km/h)という俊足を発揮したが、やはり狭いトレッドが災いして、特にウェットな路面での操縦安定性の不足が指摘された。なおV6エンジン搭載のタゴーラの生産はわずか1,083台のみ。
堅実でオーソドックスなプジョー・505と独創的なシトロエン・CX、ハッチバックスタイルで多用途性のあるルノー・30という、それぞれに個性的なライバルが居並ぶフランスの中・大型車マーケットに、タゴーラの居場所は無かった。1981年には116,000台の505と74,000台のCXが生産されたが、タゴーラは15,368台しか売れず、翌年には販売台数は2,566台にまで減少した。タゴーラは翌1983年、イギリスでの生産も開始しないままに消滅、タルボブランドの他の乗用車も、新型車の登場を見ることなく、1986年末には全て消滅することとなった。(商用車「タルボ・エクスプレス」だけは1992年まで生産された)